# Alpina B12
Alpina B12 es la denominación empleada por el fabricante de automóviles Alpina para sus modelos del segmento F con motor de doce cilindros. Hasta el momento se han denominado así cinco modelos distintos basados en tres sedanes de la serie 7 de BMW (E32 y E38), así como los cupés de la serie 8 (E31).
Las variantes B12 5,0 basadas en el 850i y, de 1993 en adelante, en el 850Ci mantienen la cilindrada de origen y alcanzan 350 CV (257 kW) y 470 Nm gracias a diversas mejoras. Al eliminar el limitador de velocidad de 250 km/h, el cupé alcanza una velocidad máxima de 281 km/h. La cifra para el E32 es de 275 km/h, mientras que el E38, con una cilindrada de 6 litros y 430 CV (316 kW) en su versión más potente, alcanza 291 km/h según datos del fabricante.
A finales de 1992, poco después del lanzamiento del BMW 850 CSi, Alpina presentó un modelo de mayor cilindrada, el B12 5,7. Gracias a las mejoras en el motor y al aumento de cilindrada hasta 5.646 cm³ se logró una potencia de 416 CV (306 kW) y un par máximo de 570 Nm. En este caso también se prescindió del limitador de velocidad, alcanzando así una velocidad máxima por encima de los 300 km/h. Este modelo permitía montar, además del cambio de marchas manual de seis velocidades, un cambio Shift-Tronic de seis velocidades sin embrague, el cual es un precursor de la caja de cambios manual secuencial SMG. Al cambiar de marcha, se acciona automáticamente el embrague con la palanca de cambios. Entre noviembre de 1992 y noviembre de 1996 salieron en total 59 unidades del B12 5,7 de la fábrica de Alpina en Buchloe.

## Motores[5]
| Modelo        | Versión | Cilindrada | Nº de cilindros | Potencia           | Par máximo         | 0-100 km/h | Velocidad máxima | Periodo de fabricación | Unidades fabricadas |
| ------------- | ------- | ---------- | --------------- | ------------------ | ------------------ | ---------- | ---------------- | ---------------------- | ------------------- |
| B12 5,0       | E32     | 4.998 cm³  | 12              | 257 kW a 5.300 rpm | 470 Nm a 4.000 rpm | 6,9 s      | > 275 km/h       | 07/1988–01/1994        | 305                 |
| B12 5,0 Coupé | E31     | 4.988 cm³  | 12              | 257 kW a 5.300 rpm | 490 Nm a 4.000 rpm | 6,8 s      | 281 km/h         | 06/1990–05/1994        | 97                  |
| B12 5,7 Coupé | E31     | 5.646 cm³  | 12              | 306 kW a 5.400 rpm | 570 Nm a 4.000 rpm | 5,8 s      | 300 km/h         | 11/1992–12/1996        | 57                  |
| B12 5,7       | E38     | 5.646 cm³  | 12              | 285 kW a 5.200 rpm | 560 Nm a 4.100 rpm | 6,4 s      | > 280 km/h       | 12/1995–078/1998       | 202                 |
| B12 6,0       | E38     | 5.980 cm³  | 12              | 316 kW a 5.400 rpm | 600 Nm a 4.200 rpm | 5,9 s      | 291 km/h         | 07/1999–07/2001        | 94                  |

## Imágenes
|  |  |  |